# Marinci (żupania vukowarsko-srijemska)
Marinci – wieś w Chorwacji, w żupanii vukowarsko-srijemskiej, w gminie Nuštar. W 2011 roku liczyła 670 mieszkańców.